# International Moss Stock Center

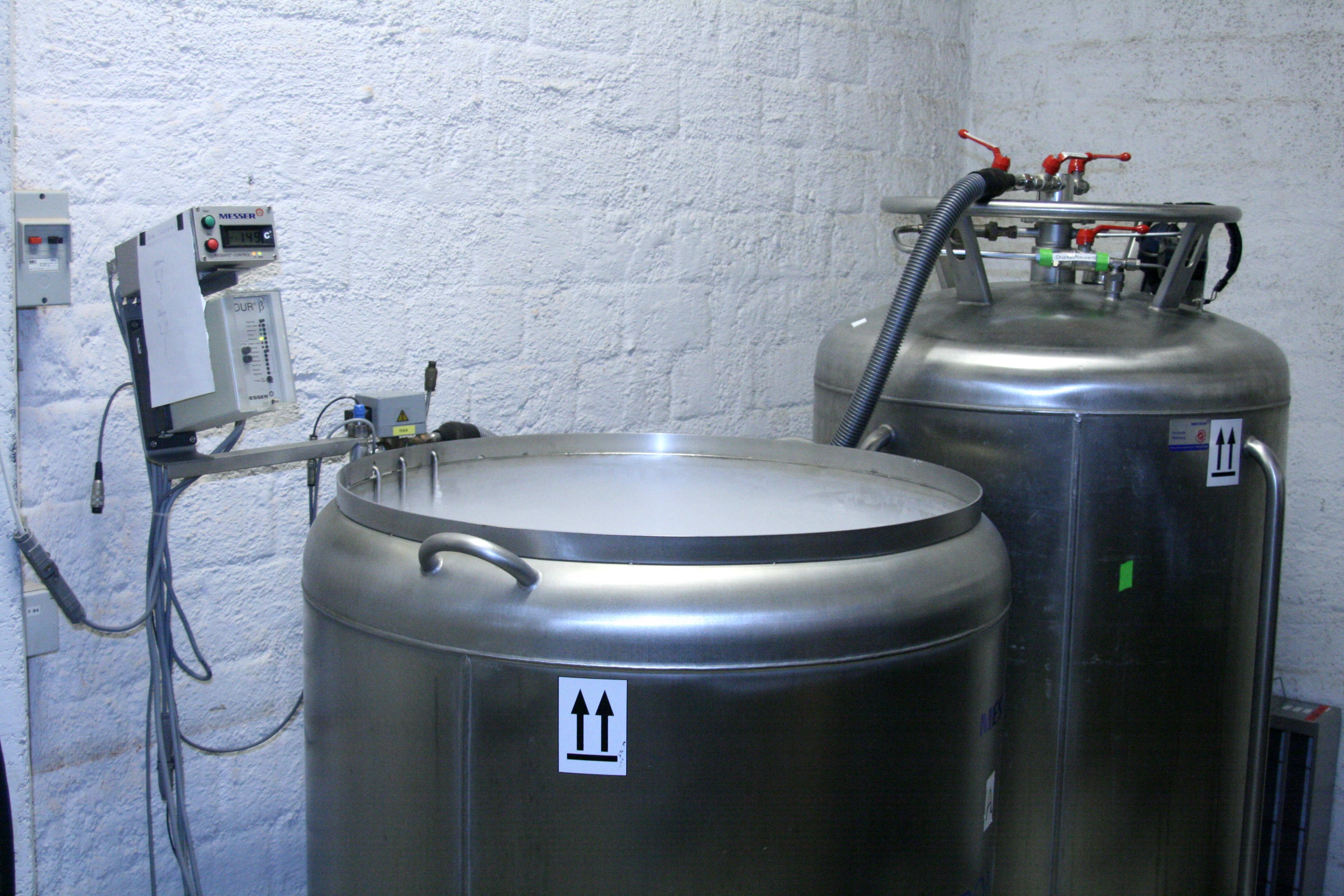
Gefriercontainer zur Kryo-konservierung von Moosproben

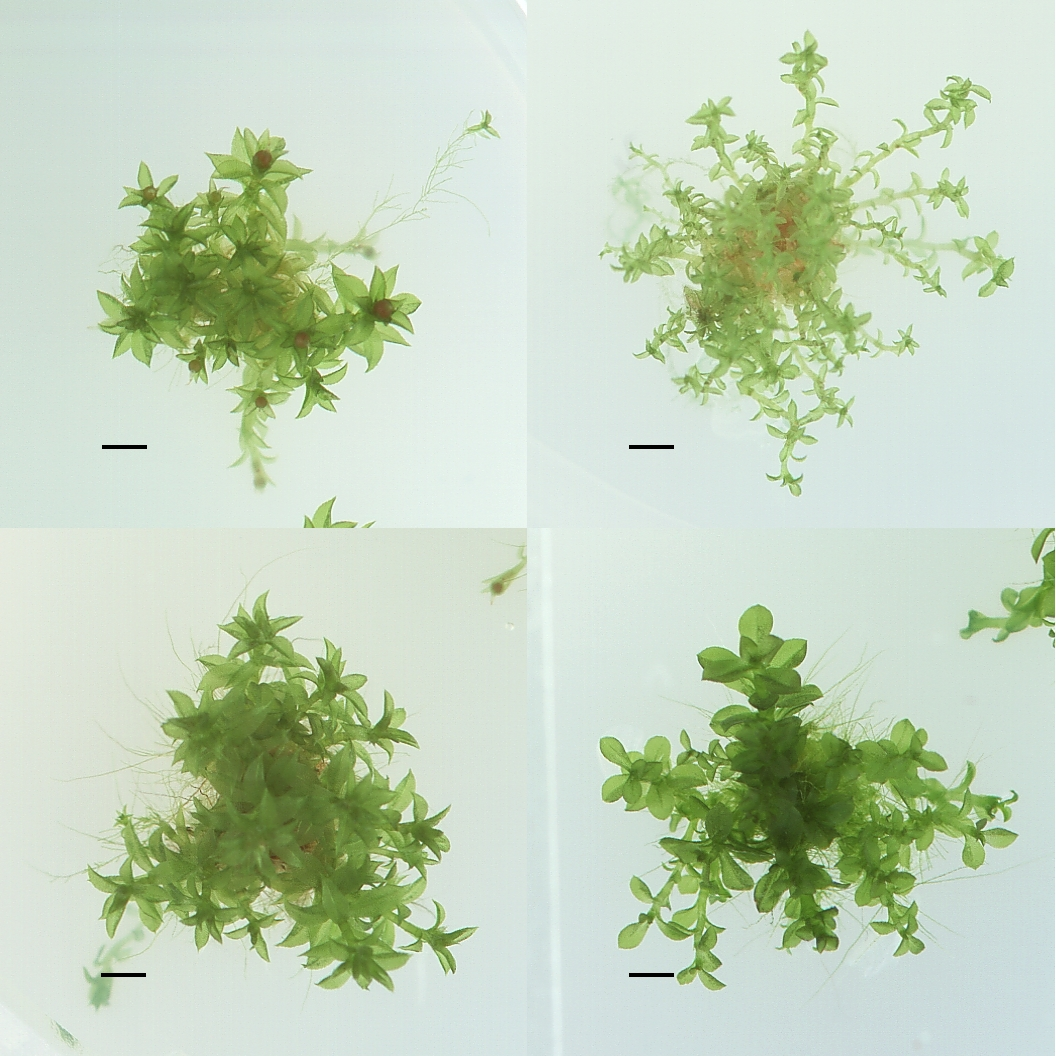
Vier verschiedene Ökotypen von Physcomitrella patens aus der Kollektion des IMSC

Das International Moss Stock Center (IMSC) ist eine internationale Biobank (Kryobank) für Moose. Es dient der Sammlung, Aufbewahrung und Verteilung von Proben verschiedener Moose für wissenschaftliche Zwecke. Mit der Veröffentlichung des vollständig sequenzierten Genomes von Physcomitrella patens im Jahre 2008 bestand zunehmender Bedarf an einer zentralen Organisierung der verschiedenen Proben, so dass im Februar 2010 das IMSC an der Albert-Ludwigs-Universität Freiburg eingerichtet wurde. Das Verfahren zur Probenkonservierung war bereits rund zehn Jahre früher im Rahmen einer Kooperation zwischen BASF und dem Lehrstuhl für Pflanzenbiotechnologie der Universität Freiburg entwickelt worden.
Die Sammlung des IMSC beinhaltet verschiedene Ökotypen von Physcomitrella patens, Physcomitrium pyriforme und Funaria hygrometrica (Funariaceae) sowie einige transgene Stämme und Mutanten von Physcomitrella patens, darunter Knockout-Moose.
Moosproben werden am IMSC in speziellen Gefriercontainern bei −135 °C in der Gasphase flüssigen Stickstoffes kryokonserviert. Die Regenerationsrate von P. patens liegt unter diesen Bedingungen bei 100 %.
Allen Proben werden bei der Einlagerung automatisch Identifikationsnummern zugeordnet, die in Publikationen zitiert werden können. Ein Barcode-System ermöglicht schnellen Zugriff auf Proben und zugehörige Informationen.
Das IMSC wird vom Lehrstuhl für Pflanzenbiotechnologie der Albert-Ludwigs-Universität Freiburg unter Professor Ralf Reski sowie dem Centre for Biological Signalling Studies (bioss) getragen.